# Ausseerland-Konsum
Der Ausseerland-Konsum war eine autonome Genossenschaft, die im Steirischen Salzkammergut Lebensmittel und Textilien verkaufte.

## Geschichte
Als Vorläufer gilt der Arbeiterkonsumverein zu Altaussee, gegründet 1868. Der Ausseerland-Konsum war ursprünglich mit eigenem Lagerhaus und Fuhrpark ausgestattet, in den letzten Bestandsjahren erfolgte der Großhandel über die ADEG, teilweise wurde auch die Bezeichnung Adeg-aktiv geführt.
Im Jahr 2000 ging der Ausseerland-Konsum in eine stille insolvenzlose Liquidation, da die Rettungsmaßnahmen nicht griffen. Zu dieser Zeit wurde in Pichl-Kainisch eine Filiale an der Bundesstraße gebaut.
Die Stadtgemeinde Bad Aussee bewilligte sogar den Bau einer Filiale außerhalb des Stadtzentrums an der Salzkammergut Straße. Die Genossenschaft jedoch zögerte zu lange und so kam BILLA zuvor und kaufte das Grundstück. Heute betreibt BILLA an dieser Stelle eine ihrer umsatzstärksten Filialen in Österreich.

## Filialen
- Bad Aussee – Das Haupthaus beherbergte zu Glanzzeiten den größten Lebensmittelmarkt der Region, eine große Textilabteilung, einen Spielwarenladen und eine weitere Textilabteilung speziell für moderne Kleidung.
- Altaussee – Lebensmittelmarkt und Textilabteilung. Die Lebensmittelfiliale wurde erst in den 1970er Jahren eröffnet.
- Lupitsch (Ortsteil von Altaussee) – Die kleinste aller Filialen
- Eselsbach (Ortsteil von Bad Aussee) – Entfernung zum Haupthaus: 200 Meter
- Grundlsee
- Gößl (Ortsteil von Grundlsee) – erwirtschaftete in den Sommermonaten gute Umsatzzahlen
- Kainisch
- Bad Mitterndorf, Hauptplatz – Lebensmittelmarkt mit Textilabteilung
- Bad Mitterndorf, Thörl – ursprünglich ADEG-Filiale, wurde einige Zeit als Konsumfiliale geführt.

## Heute

### Ausseerland Unimarkt
Drei Filialen firmieren seit dem Zusammenbruch als Ausseerland Unimarkt (Bad Aussee, Altaussee, Pichl-Kainisch). Mittlerweile ist auch die ehemalige Konsumfiliale in Grundlsee hinzugekommen. Betrieben werden die Filialen von den ehemaligen Filialleiterinnen des jeweiligen Standorts. Eine Zusammenarbeit zwischen diesen vier Märkten geschieht nicht, jede Filiale ist ein eigenständiger Franchisenehmer.

### Zulieferbetrieb
Die Salzkammergut Back- und Fleischwaren GesmbH (SBFG) war eine Firma mit Sitz in Bad Goisern, an welcher der Ausseerland-Konsum von 1969 bis 1995 eine Beteiligung hielt, danach stand die Gesellschaft im Alleineigentum des Salzkammergut-Konsum. Die Teilbetriebe Bäckerei, Fleischerei und Konditorei belieferten nicht nur die Konsumfilialen, sondern ab 2000 auch die Nachfolgebetriebe (Unimarkt), sodass es noch bis zur SBFG-Pleite im Jahr 2011 auch im steirischen Salzkammergut ein "Konsum-Brot" zu kaufen gab.  Die weitere Belieferung mit Brot und Gebäck wird vom neuen Eigentümer fortgesetzt.